# Matorral

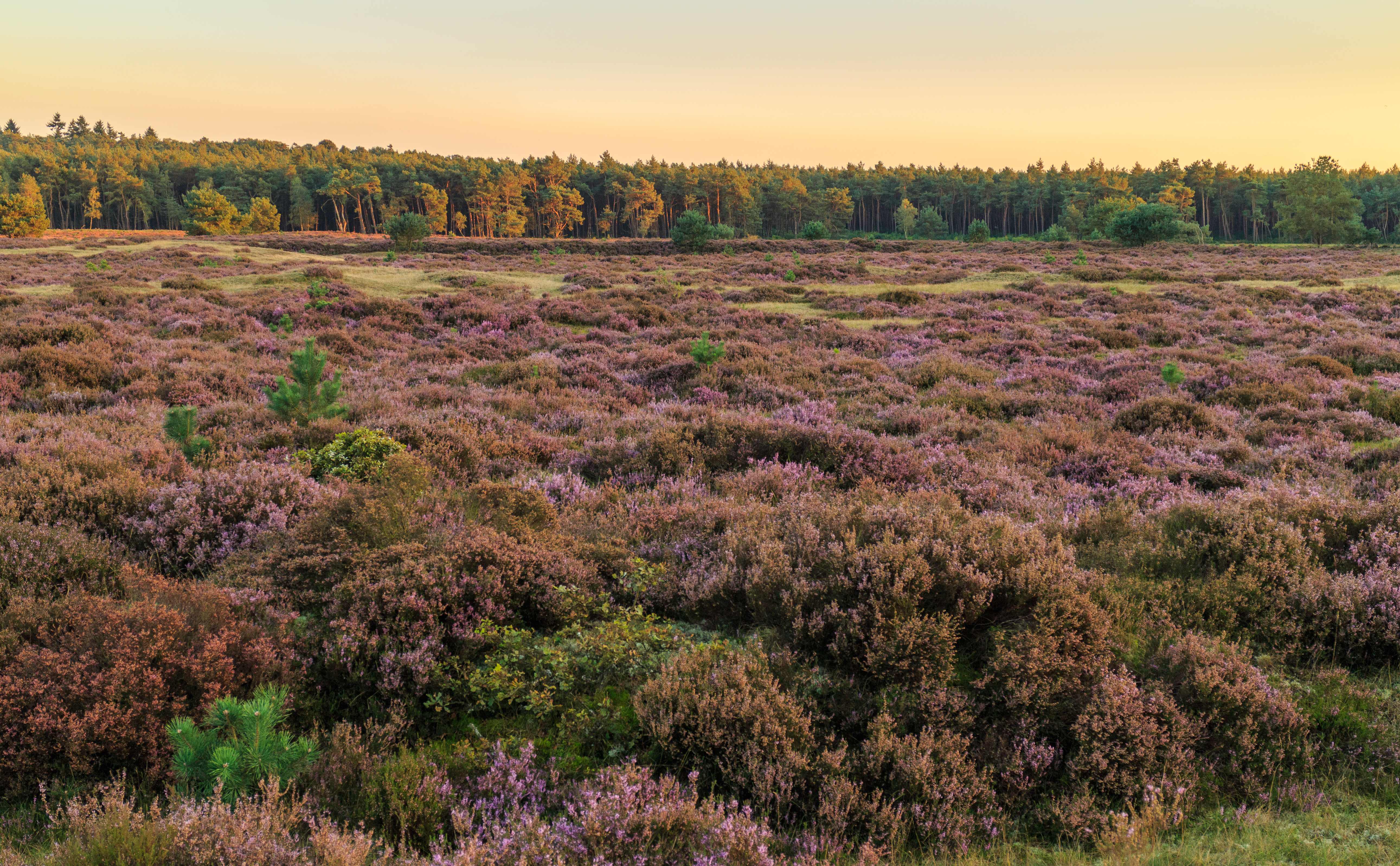
Vegetación de matorral con un bosque en segundo plano

El matorral o arbustal es un campo caracterizado por una vegetación dominada por arbustos y matas, y que a menudo incluye céspedes, plantas de porte herbáceo y plantas geófitas. El matorral también puede surgir como consecuencia de la actividad humana en la naturaleza. Puede ser la vegetación madura en una región particular y seguir de un modo estable durante un periodo, o una comunidad transitoria que se desarrolle temporalmente como resultado de un disturbio, tal como el fuego. El matorral puede ser inadecuado para la habitación humana debido al peligro de catástrofes como los incendios. 
En inglés, el término shrubland correspondiente a matorral en dicho idioma fue impreso por primera vez en 1903.

## Concepto
En botánica y ecología, un matorral o arbusto está definido como una planta más ramificada que un árbol, con menos de 8 m de altura y usualmente con muchos tallos. Se considera matorral alto si tiene entre 2 y 8 m, bajo de 1 a 2 m y un subarbusto si es menor de 1 m. Por otro lado se considera que si el follaje es denso con una cobertura mayor al 70 %, será un matorral cerrado, y si es menor de 70 % un matorral abierto.

### Matorral xerófilo

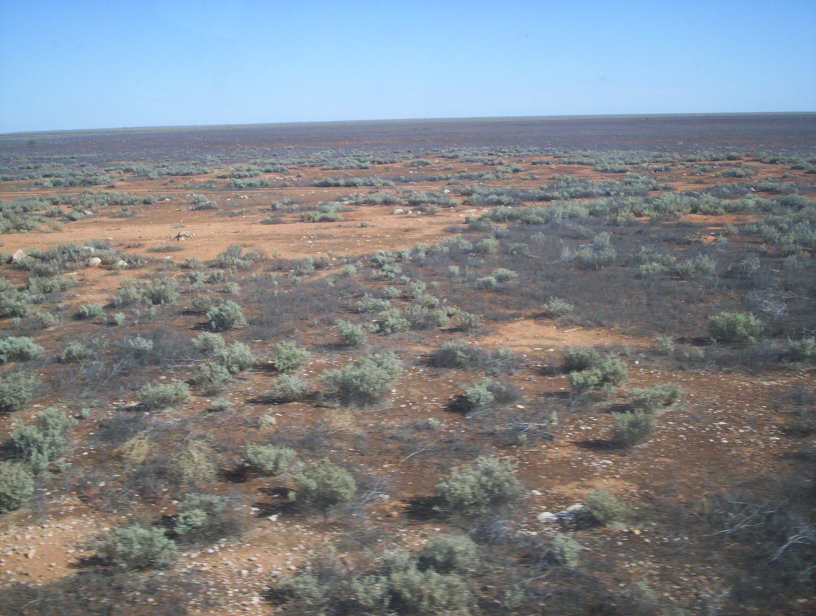
Matorral xerófilo de la llanura de Nullarbor en Australia.

El matorral xerófilo se producen en los semidesiertos o en áreas de rápido drenaje de los suelos arenosos en regiones más húmedas. Estos matorrales se componen de plantas con adaptaciones al clima seco (xerófilas), lo que incluye hojas pequeñas para limitar la pérdida de agua, espinas para protegerse de los animales de pasto, hojas o tallos suculentos, órganos para almacenamiento de agua y raíces pivotantes largas para llegar a las aguas subterráneas.

### Matorrales mediterráneos

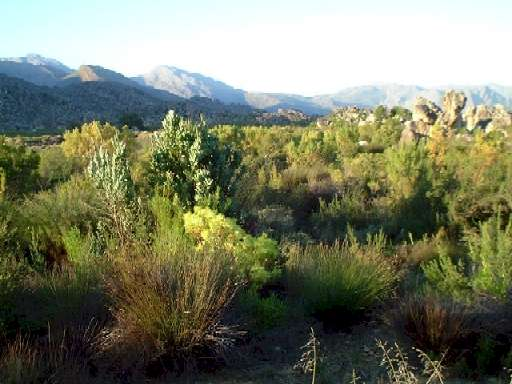
Fynbos en Sudáfrica

Los matorrales mediterráneos no  se encuentran de un modo natural en el bioma del bosque mediterráneo, localizado en las cinco ecorregiones del mundo de clima mediterráneo. Los matorrales son más comunes cerca de las costas, y se han adaptado a menudo al viento y al aire cargado de sal del océano. Los matorrales bajos, con hojas suaves que se encuentran alrededor de la cuenca mediterránea se conocen como:
- Maquia en Italia
- Garriga o maquia en Francia
- Phrygana en Grecia
- Tomillar en España
- Batha en Israel
- Chaparral en California
- Fynbos en Sudáfrica
- Matorral en Chile
- Kwongan en el sudoeste de Australia.

### Páramo

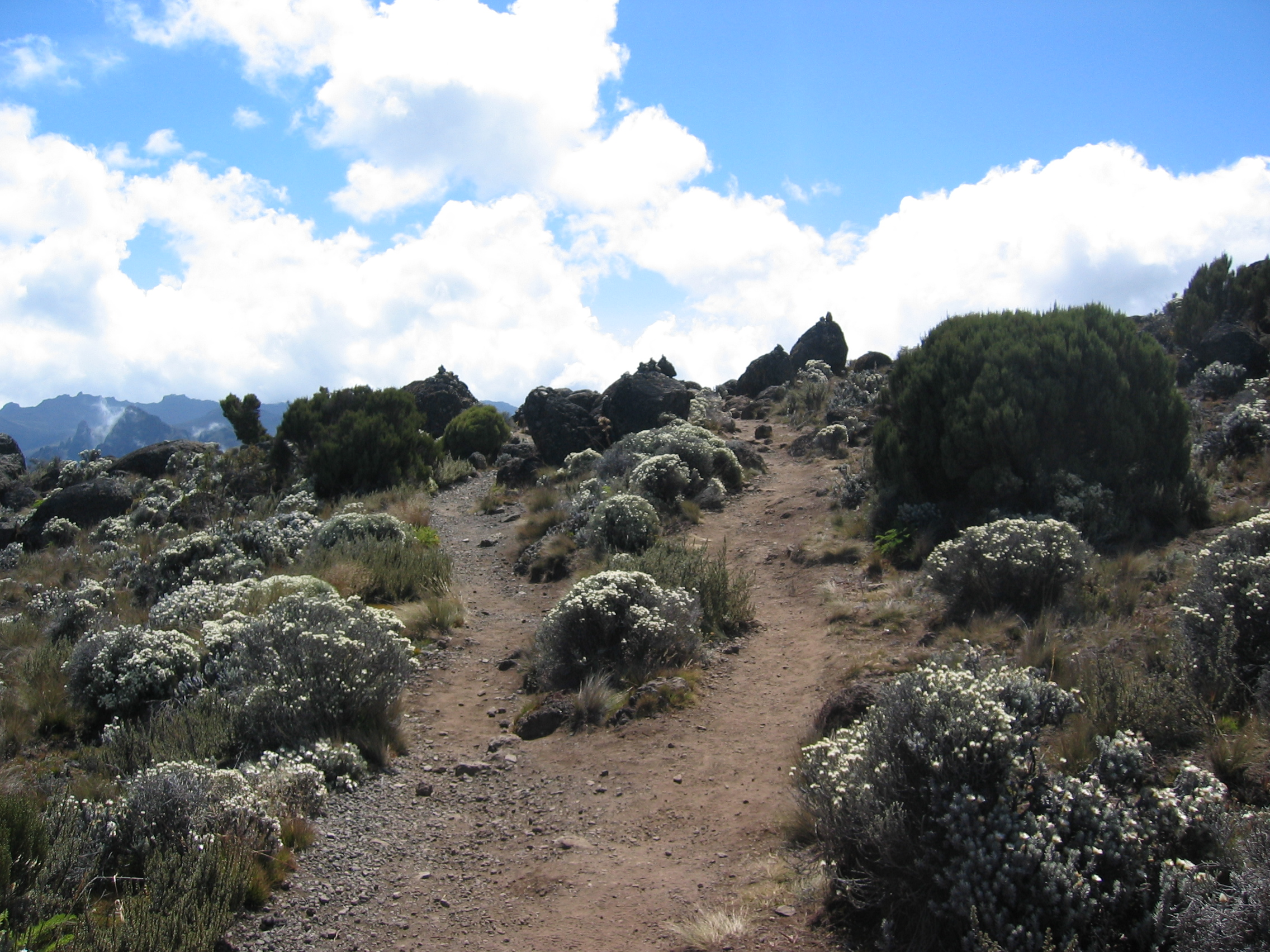
Páramo en el Kilimanjaro

El páramo es un ecosistema tropical de montaña de matorral bajo que se desarrolla por encima del bosque montano y tiene su límite en los hielos perpetuos. En los Andes, los páramos se encuentran desde la cordillera de Mérida (Venezuela), atravesando las cadenas montañosas de Colombia y Ecuador, hasta los páramos de la Cordillera Central (Perú).
También se encuentran en Costa Rica, África, Asia y Nueva Guinea.

### Matorrales de interior
Los matorrales de interior se encuentran de un modo natural en zonas semiáridas donde los suelos son pobres en nutrientes, tales como en los «matos» de Portugal que están determinados por los esquistos Cámbricos y Silúricos. El breñal de Florida es otro ejemplo de maquia de interior.

### Arbustos enanos
Algunos tipos de la vegetación se componen de subarbustos: de crecimiento achaparrado o arbustos rastreros. Estos incluyen la maquia de climas mediterráneos, y los arbustos enanos de terrenos ácidos de brezal y paramera.

### Otros matorrales
La vegetación de matorral también se encuentra como parte constituyente de otros hábitat, tales como praderas, brezales y la vegetación de las dunas.